# KwaNdebele
Il KwaNdebele fu un bantustan istituito dal governo sudafricano durante l'epoca dell'apartheid come riserva per l'etnia Matabele.
Nel 1981 ottenne l'autonomia dal Sudafrica. La prima capitale fu Siyabuswa; successivamente fu spostata a KwaMhlanga.

## Fine dell'indipendenza
Con la fine dell'apartheid, il 27 aprile 1994 il KwaNdebele fu aggregato alla provincia sudafricana del Mpumalanga.